# Trofoblast

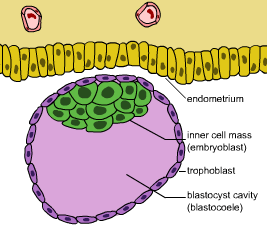
Na tomto obrázku je rané embryo (kulovitý útvar), které se blíží k endometriu (děložní sliznici, žlutě). Fialové buňky na povrchu embrya jsou buňky trofoblastu, uvnitř je blastocoel a vlastní embryonální buňky, embryoblast

Trofoblast (zevní masa buněk) je vnější vrstva na povrchu savčího embrya ve stadiu blastocysty. Buňky trofoblastu slouží především k výživě (poskytování živin) embrya a také se z nich vyvíjí velká část placenty. Buňky trofoblastu dále zajišťují zahnízdění (nidaci) plodu do děložní sliznice, a proto jsou to jedny z prvních diferenciovaných buněk dělícího se oplozeného vajíčka.

## Další vývoj
Později se trofoblast dá rozlišit na dvě odlišné vrstvy, cytotrofoblast, a syncytiotrofoblast (plasmoditrofoblast). Cytotrofoblast je vnitřní vrstva kulovitých nebo válcovitých buněk, která se intenzivně dělí, následně vycestovávají směrem ven z embrya a dávají vzniknout syncytiotrofoblastu. Syncitiotrofoblast se díky nim nemusí dělit a přesto dorůstá, název je odvozen od skutečnosti, že hranice mezi buňkami jsou neznatelné a v podstatě tak tvoří jedno mnohojaderné syncytium.
Co se týče člověka, syncitiotrofoblast je po devátém dni vývoje lidského embrya alespoň částečně zanořen do děložní sliznice a začíná ji agresivně rozrušovat a dostává se do kontaktu s krví – tímto způsobem vzniká primitivní placenta. Kolem 13. dne však začne intenzivně růst cytotrofoblast, prorůstá syncytiotrofoblastem a vytváří primární klky zanořující se do embrya. Tyto klky se až pozdějším vývojem mění na sekundární a terciární klky; nakonec jsou protkány rozsáhlým systémem vlásečnic. Spoluprací mateřského endometria a embryonálního trofoblastu vzniká nakonec opravdová placenta.